# أربعة أيام من دونكيرك 2014
أربعة أيام من دونكيرك 2014 (بالفرنسية: Quatre Jours de Dunkerque 2014) هو سباق دراجات هوائية، وهو الموسم رقم 60 من نفس السباق، وأقيم خلال الفترة 7 مايو 2014، وحتى 11 مايو 2014، وامتدّ لمسافة 893.2 كيلومتر، وهو أحد سباقات طواف أوروبا للدراجات 2014، وهو من نوع منافسة رياضية، وقد شارك في السباق 136 متسابقاً ووصل إلى نهايته 83 متسابقاً.
فاز فيه بالمركز الأول ارنو ديمار، وبالمركز الثاني سيلفان تشافانيل، وبالمركز الثالث مايكل فالغرين، والفريق الفائز في ترتيب الفرق AG2R La Mondiale 2014.

## الفرق
| فرق برو (5)- AG2R La Mondiale - Team Europcar - FDJ.fr - Giant-Shimano - Tinkoff-Saxo فرق قارية محترفة (7)- Bretagne-Séché Environnement - Cofidis, Solutions Crédits - IAM Cycling - MTN-Qhubeka - NetApp-Endura - سبورت فلاندرين بالويس 2014 ‏ - Wanty-Groupe Gobert فرق قارية (5)- إتش بي بي تي بي – أوبير 93 ‏ - ديلكو ‏ - Van Rysel–Roubaix ‏ - Veranclassic–Ago ‏ - بنجوال باوليز ساوكس دبليو بي ‏ |  |
| |  |

## المراحل
| قائمة المراحل | قائمة المراحل | قائمة المراحل                | قائمة المراحل | قائمة المراحل | قائمة المراحل   | قائمة المراحل |
| المرحلة       | التاريخ       | الدورة                       |               | المسافة (كم)  | الفائز بالمرحلة | القائد العام  |
| ------------- | ------------- | ---------------------------- | ------------- | ------------- | --------------- | ------------- |
| 1             | 7 مايو        | دونكيرك – باكارا             | مرحلة مستوية  | 162.9         | ارنو ديمار      | ارنو ديمار    |
| 2             | 8 مايو        | أزبروك – Orchies ‏            | مرحلة مستوية  | 166.9         | ارنو ديمار      | ارنو ديمار    |
| 3             | 9 مايو        | فروجيس – كاليه               | مرحلة مستوية  | 197.6         | سيلفان تشافانيل | ارنو ديمار    |
| 4             | 10 مايو       | أردريس – ليسكيوس             | مرحلة جبلية   | 188.7         | Thierry Hupond ‏ | ارنو ديمار    |
| 5             | 11 مايو       | Saint-Pol-sur-Mer ‏ – دونكيرك | مرحلة مستوية  | 177.1         | جيمي إنجولفينت  | ارنو ديمار    |

## الفائزون
| الترتيب    | الفائز          |
| ---------- | --------------- |
| الفائز     | ارنو ديمار      |
| الثاني     | سيلفان تشافانيل |
| الثالث     | مايكل فالغرين   |
| حسب النقاط | ارنو ديمار      |
| تسلق الجبل | Rudy Kowalski ‏  |
| أفضل شاب   | ارنو ديمار      |
| الفريق     | أيه إل أم       |

## وصلات خارجية
- أربعة أيام من دونكيرك 2014 على موقع إحصائيات الدراجات الإحترافية (الإنجليزية)